# Dirigente (diritto del lavoro italiano)
Un dirigente, nel diritto del lavoro italiano, è un tipo di lavoratore dotato di particolari poteri e funzioni.

## Caratteristiche e poteri
Il codice civile italiano prevede all'art 2095, tra le categorie di lavoratori subordinati, quella dei dirigenti, demandando alla legge e alle norme corporative la determinazione dei requisiti di appartenenza alla stessa. Poiché nessuna legge vigente determina tali requisiti e le norme corporative non esistono più dopo la soppressione dell'ordinamento corporativo fascista, gli stessi vanno ricercati nella contrattazione collettiva.
Il ruolo del dirigente si caratterizza per:
- i poteri di disposizione, coordinamento e controllo di cui è investito, che si estendono all'intera azienda o ad una parte di essa;
- l'autonomia di cui gode nei confronti del datore di lavoro, sicché quest'ultimo non opera una vigilanza immediata nei suoi confronti;
- l'elevata discrezionalità con la quale può assumere le sue decisioni.

Nella pratica non è sempre facile stabilire se un lavoratore rientrerebbe nella categoria dei dirigenti, soprattutto perché il confine tra la stessa e la categoria immediatamente inferiore dei quadri è piuttosto sfumato. D'altra parte talvolta la contrattazione collettiva fa rientrare nella dirigenza ruoli lavorativi privi di effettivo contenuto manageriale, come ad esempio alcune figure di professionals.
L'appartenenza o meno alla dirigenza ha un rilievo non indifferente per il trattamento giuridico del lavoratore giacché non mancano nel diritto del lavoro italiano norme riferite unicamente ai dirigenti. Tali norme delineano un trattamento in negativo rispetto a quello degli altri lavoratori, nel senso che il dirigente è sottratto all'ambito di applicazione di una serie di norme poste a garanzia del lavoratore. Tra le altre si possono ricordare le norme in materia di orario di lavoro, quelle in materia di contratti a tempo determinato e, soprattutto, quelle sul licenziamento individuale e collettivo. Al dirigente, infatti, non si applicano le norme limitative del licenziamento contenute nella legge 15 luglio 1966, n. 604 e nella legge 20 maggio 1970, n. 300 per cui è possibile nei suoi confronti il cosiddetto recesso ad nutum, non sorretto da giusta causa o da giustificato motivo, con l'unico vincolo, posto dalla legge 11 maggio 1990, n. 108, della forma scritta dell'atto di recesso, pena la sua inefficacia.
Si noti che:
- nelle aziende medio-grandi i dirigenti possono spesso avere dei dirigenti come capi (ovviamente questi hanno un ruolo più rilevanti e di vertice); ad esempio: il direttore di produzione risponde al direttore di stabilimento;
- nelle aziende medio-piccole, i dirigenti (quando esistono) rispondono tipicamente ad un membro del consiglio di amministrazione oppure, direttamente, al titolare;
- non sempre un direttore (ovvero il capo, con ruolo manageriale, di una funzione organizzativa) è un dirigente (ad esempio i quadri con potere direttivo oppure i consulenti con carica di temporary manager) e, d'altra parte, molti dirigenti, di ruolo inferiore oppure operativo, non sono direttori.

Con sentenza n. 27464 del 22 dicembre 2006, la Cassazione estese per la prima volta la tutela reale fino a tutti livelli di dirigenza non apicali, pur con "distinguo" e limitazioni introdotti con sentenze successive. Con la sentenza n. 25201 del 7 dicembre 2016, la Cassazione ha stabilito limitatamente a un dirigente di primo livello che il datore può legittimamente licenziare anche con il motivo di ridurre i costi, aumentare la redditività e il profitto dell'impresa.
Il precedente costituito da questa sentenza non è automaticamente esteso ed applicabile a tutti agli altri livelli di inquadramento (quadro, impiegato, operaio, apprendista) previsti dal codice civile e dai contratti collettivi per il rapporto di lavoro dipendente, tenuto conto: 
- dell'elemento soggettivo fiduciario che l'imprenditore ha verso le prime linee dirigenziali in organigramma, ovvero un particolare e speciale rapporto fiduciario (li sceglie direttamente e sono i suoi più stretti collaboratori), il quale una volta venuto a mancare legittima il recesso senza applicare la tutela reale;
- dell'elemento oggettivo del danno economico e di immagine che un errore o dolo del livello dirigenziale possono recare all'azienda;
- di equità e di impatto sociale: la dirigenza ha obiettivi, retribuzione variabile di risultato e leve organizzative che la rendono la prima responsabile di profitti e perdite aziendali. Inoltre, la retribuzione e l'indennità di licenziamento di un dirigente consentono a questi la "copertura" di un periodo pluriennale di disoccupazione, e al datore un risparmio sul costo del lavoro altrimenti ottenibile soltanto con un maggior numero di licenziamenti di impiegati/operai/quadri.

## La rappresentanza sindacale
Numerose organizzazioni sindacali e associazioni professionali sono attive, in Italia, nella rappresentanza dei dirigenti.
Per i dirigenti dei settori privati le principali sono: Dircredito (settore bancario), Federmanager (industria), Fenda (agricoltura), Fidia (assicurazioni) e Manageritalia (terziario).
Per i dirigenti del pubblico: Apvvf (Vigili del Fuoco), Anp (scuola), Associazione nazionale professionale per la ricerca (Anpri, ricerca), Aupi (psicologi), Cimo-Asmd (medici ospedalieri), Direl (Enti locali), Direr (Regioni),  Sindirettivo (Banca D'Italia) e Unadis (Ministeri).
Queste organizzazioni, insieme ad altre, sono riunite in due diverse confederazioni: Cida e Confedir-Mit.

## Nella pubblica amministrazione
Nella pubblica amministrazione italiana un dirigente è un lavoratore dipendente dello stato o altro ente pubblico incaricato di dirigere un ufficio pubblico.
Ad un dirigente possono inoltre essere attribuite funzioni ispettive, di consulenza, studio e ricerca o la rappresentanza legale della propria amministrazione in contesti internazionali.